# 辻孟彦
辻 孟彦（つじ たけひこ、1989年7月27日 - ）は、京都府京都市伏見区出身のスポーツ科学者、野球指導者、元プロ野球選手（投手）。2014年限りで現役を引退してからは、母校の日本体育大学で投手コーチを務めるかたわら、同大学の大学院で修士（コーチング学）の学位を取得。現在は、日本体育大学体育学科の助教である。
吉本興業所属のお笑いタレントで、「ニッポンの社長」メンバーの辻皓平は実兄に当たる。

## 経歴
京都市立藤森中学校への在学中に京都ヴィクトリーズに所属。3年時には、エースとして全国大会での準々決勝進出、全日本選抜の一員として世界大会での3位進出を経験した。
中学校からの卒業後に京都外大西高等学校へ進学したが、1年時に右肘を故障。投球のたびに肘の痺れでマウンドから本塁まで投げられない状態だったため、一塁手としての守備練習をこなししながら、筋力や足腰の強化に励んだ。右肘の痛みが癒えた2年時の夏からベンチ入りを果たすと、3年時夏の第89回全国高等学校野球選手権大会には、「背番号3」の一塁手兼投手として出場。京都大会では6試合中4試合で先発を任された末に、チームを2年振りの本大会出場に導いた。本大会では長崎日大高校との3回戦で先発したが、2点を失った末に4回1/3で降板。チームも4-5というスコアで敗退した。
高校からの卒業後に日本体育大学へ進学すると、1年時の春からは、首都大学野球のリーグ戦に登板。2年時から先発に定着した。4年時の春季リーグでは、14試合中13試合に登板した末に、チーム通算20回目の優勝に貢献。さらに、リーグ新記録の10勝、リーグタイ記録の5完封を記録したことからMVPに選ばれた。在学中には、リーグ戦通算で63試合に登板。22勝18敗、防御率1.94、175奪三振という成績を残した。
2011年のNPBドラフト会議で、中日ドラゴンズから4巡目で指名。契約金4,500万円、年俸1,200万円（金額は推定）という条件で、高校時代の1学年先輩に当たる大野雄大と再びチームメイトになった。背番号は35。

### プロ入り後
2012年には、新人ながら、二軍のウエスタン・リーグ公式戦で開幕投手に抜擢。23試合に登板したが、2勝7敗、防御率4.06という成績で、一軍公式戦への登板機会はなかった。
2013年には、4月28日の対広島東洋カープ6回戦（MAZDA Zoom-Zoom スタジアム広島）7回裏に一軍公式戦へデビュー。中継ぎやクローザーとして起用される一方で、同年7月4日の同カード（ナゴヤドーム）では、一軍公式戦での初先発も経験した。一軍公式戦では通算で13試合に登板したものの、勝敗は付かなかった。
2014年には、ウエスタン・リーグ公式戦18試合に出場。投手としては1勝4敗、防御率5.96と振るわなかったものの、打者としては11打数5安打（二塁打1、三塁打1）、打点3、打率.455、長打率.727という好成績を残した。しかし、一軍公式戦への登板機会はなく、同年10月1日に球団から戦力外通告を受けた。
わずか3年間の在籍で戦力外通告を受けたため、通告の直後には、社会人野球の複数のチームから入部を打診されていた。しかし、日本体育大学への在学中に指導を受けた硬式野球部監督の古城隆利から大学への復帰を勧められたことがきっかけで、現役引退を決意。在学中に志していた指導者への転身を視野に、学生野球資格回復研修を受講した。2014年12月2日付で、自由契約選手としてNPBから公示。

### 現役引退後
2015年1月30日付で日本学生野球協会から学生野球資格回復の適性を認定されたことによって、同協会に加盟する大学・高校の野球部を指導できるようになったため、同年4月1日付で日本体育大学の硬式野球部に投手コーチとして復帰。コーチとしては、中日の投手時代にチームメイトの山本昌から受けたアドバイスを基に、「指導法に正解はなく、選手が100人いれば100パターンの教え方がある」「選手の成長を妨げない」をモットーにを掲げている。このような指導の結果、NPBのドラフト会議で上位に指名されるほどの投手を数多く輩出しているほか、投手の指導やトレーニングの方法をまとめた著書を相次いで出している（詳細後述）。
その一方で、2018年4月からは、日本体育大学大学院体育科学研究科の博士前期課程（コーチング学専攻）でコーチング学やバイオメカニクスを研究。2020年3月に修士（コーチング学）の学位を取得してからは、体育学科の助教を兼務している。

## 選手としての特徴
ストレートで最速147km/hを計測していながら、通常の登板では、ストレートの球速を140km/h前後にとどめる代わりに制球を重視。カットボール・カーブ・フォーク・チェンジアップなどの変化球で、打者のタイミングを外していた。全ての球種を低めに投げられるほどの制球の良さが持ち味で、中日ドラゴンズ2年目（2013年）の春季二軍キャンプでは、当時二軍監督だった投手出身の鈴木孝政から「チェンジアップは（『投げられる選手が限られている』という意味で）一級品」とのお墨付きを得ていた。

## 指導者としての実績
日本体育大学硬式野球部の教え子から、大貫晋一、松本航、東妻勇輔、吉田大喜、森博人、柴田大地、矢澤宏太といったNPB選手を輩出している。
入部の時点で外野手との「二刀流」に取り組む意向を示していた矢澤には、「3年後（3年時）から『投手』として首都大学野球のリーグ戦へ登板した後に、4年後（4年時秋）のNPBドラフト会議1巡目で指名される」という目標を共有する一方で、「投手・野手とも5割ずつ」だった練習量の比重を入部から約2週間で「投手9割・野手1割」に変更。「野手」としてリーグ戦に出場していた1・2年時にも、「投手デビュー」に向けた肉体改造や、「顔が歪む（ほど厳しい）」という強化練習に臨ませていた。辻は後年、矢澤に対して「リーグ戦の当日にも、投手用の強化練習に参加させてから試合（リーグ戦）に出していたが、どんな時にも手を抜かなかった。（練習でこのような『スペシャルメニュー』を課し続けても）両方（投手と野手の『二刀流』）を諦めなかった点で、『ザ・アスリート』（と呼ぶに値する）」との賛辞を送っている。
ちなみに矢澤は、4年時（2022年秋）のドラフト会議1巡目で、「投手」として北海道日本ハムファイターズから指名。入団1年目（2023年）のレギュラーシーズンで開幕一軍入りを果たすと、「投手」としても「野手（外野手や指名打者）」としても一軍公式戦へ出場した。さらに、2年目（2024年）には、辻が中日の投手時代に果たせなかった「一軍公式戦での勝利」をセ・パ交流戦（6月7日の対東京ヤクルトスワローズ戦）での救援登板でマーク。初勝利の直後には、「『四球をいくら出してもいいから、小さくまとまらずに良い球を投げろ』といつも（辻に）言ってもらったあの（日本体育大学での）4年間があったからこそ、今（の自分）がある」とのコメントを残している。

## 詳細情報

### 年度別投手成績
| 年 度     | 球 団     | 登 板 | 先 発 | 完 投 | 完 封 | 無 四 球 | 勝 利 | 敗 戦 | セ 丨 ブ | ホ 丨 ル ド | 勝 率 | 打 者 | 投 球 回 | 被 安 打 | 被 本 塁 打 | 与 四 球 | 敬 遠 | 与 死 球 | 奪 三 振 | 暴 投 | ボ 丨 ク | 失 点 | 自 責 点 | 防 御 率 | W H I P |
| --------- | --------- | ----- | ----- | ----- | ----- | -------- | ----- | ----- | -------- | ----------- | ----- | ----- | -------- | -------- | ----------- | -------- | ----- | -------- | -------- | ----- | -------- | ----- | -------- | -------- | ------- |
| 2013      | 中日      | 13    | 1     | 0     | 0     | 0        | 0     | 0     | 0        | 0           | ----  | 83    | 19.2     | 20       | 1           | 8        | 0     | 0        | 15       | 3     | 0        | 10    | 10       | 4.58     | 1.42    |
| 通算：1年 | 通算：1年 | 13    | 1     | 0     | 0     | 0        | 0     | 0     | 0        | 0           | ----  | 83    | 19.2     | 20       | 1           | 8        | 0     | 0        | 15       | 3     | 0        | 10    | 10       | 4.58     | 1.42    |

### 記録
- 初登板：2013年4月28日、対広島東洋カープ6回戦（MAZDA Zoom-Zoom スタジアム広島）、7回裏に2番手で救援登板、2回1失点
- 初奪三振：同上、7回裏にフレッド・ルイスから空振り三振
- 初先発登板：2013年7月4日、対広島東洋カープ12回戦（ナゴヤドーム）、5回2失点

### 背番号
- 35 （2012年 - 2014年）

## 関連情報

### 著書
- 『エース育成の新常識 「100人100様」のコーチング術』（2021年/ベースボールマガジン社）ISBN 9784583114132
- 『野球トレーニングの新常識「体力・技術向上メソッド」』（2022年/ベースボールマガジン社）ISBN 978-4-583-11540-5